# 上海依維柯紅岩
上海依維柯紅岩（しゃんはいいべここうがん 簡体字:上汽依维柯红岩商用车有限公司 繁体字:上汽依維柯紅岩商用車有限公司 英語:SAIC Iveco Hongyan Commercial Vehicle Co., Ltd. 略称:紅岩、上汽紅岩）は中国の重慶市に本社を置く貨物自動車メーカー。株式の過半数を上海汽車集団（SAIC）によって所有され、このほかに重慶市とイヴェコ（依維柯）によって所有される合弁事業として設立された。2003年1月に重慶紅岩自動車として設立され、重慶紅岩の歴史は1965年に設立された四川汽車製造工場にまでさかのぼる。同社は紅岩（Hongyan, hy ホンヤン ）ブランドとして、イヴェコ車両をベースにした大型トラックの製造と販売を行っている。

## 歴史
1965年10月1日、中国政府は国家インフラストラクチャー計画である「三線建設」に基づき、重慶に軍用車両の製造工場として四川汽車製造工場の建設を開始。1966年に車両製造を開始しており、ベリエ（ルノートラックス）の技術に基づいた軍用車両の製造を開始している。1980年代には大型トラックの製造に関してシュタイア・ダイムラー・プフの技術を採用した大型トラックの製造を行い民間市場に参入している。1990年代には新型車両の販売を開始し、車種が多様化したことで海外市場向けの輸出量が大幅に増加している。
四川汽車製造工場は2001年まで中国重型汽車集団（CNHTC）の一部門であったが、財政難により売却が行われている。2002年12月、大手自動車部品サプライヤーである珠洲トーチスパークプラグ社（株洲湘火炬火花塞）と国営の重慶重型車両集団との合弁事業として、重慶を拠点にした「重慶紅岩自動車」を2003年1月に設立。また、珠洲トーチが株式の51％を所有し、親会社であるシンガポールのデロング・ホールディングス（Delong Holdings Ltd）が4%を所有、残りを重慶重型車両集団が所有する形で設立が行われている。その後、デロング社の株価崩落に伴い珠洲トーチが4%の株式を購入している。2003年12月、珠洲トーチはイタリアの貨物自動車メーカー、イヴェコとの協力協定を締結したことによりイヴェコと重慶紅岩自動車は共同で大型車を開発および製造を開始している。2005年、珠洲トーチの主要株主であったデロングが解散。この時点で、重慶重型車両集団の所有者である中国政府傘下の重慶市国務院国有資産監督管理委員会（SASAC）は珠洲トーチを経営から強制的に退かせており、重慶紅岩自動車のリストラを開始している。
2005年12月、上海汽車集団、イヴェコ、重慶紅岩自動車3社によって合弁事業計画「JointVenture Cooperation Framework Agreement」に署名したことで、協力体制が正式に発足。イヴェコは南京汽車や常州汽車との合弁事業をすでに開始していたため、同種類の車両を製造する3つ以上の合弁事業に対する中国国内の規制を回避するため、常州汽車との合弁事業を終了。2006年7月、イヴェコは上海汽車との合弁事業契約を正式に締結したことで上海依維柯紅岩（SAIC Iveco）の設立発表を行う。2006年8月、上海依維柯紅岩は中華人民共和国商務部によって正式に承認が行われた。2006年9月18日には上海汽車、重慶紅岩、およびイヴェコによる商用車部門での戦略的協力協定に関する署名式典が人民大会堂で開催されている。10月中旬に操業を開始しており、2007年5月に政府の最終承認を得ている。また、合弁事業の正式な設立日は2007年6月5日付けとされた。設立に関し67％の株式を上海イヴェコが保有し、重慶重型車両集団が33％の株式を所有する形が取られ、新工場の設立が行われる。2009年に新型車両として「Genlyon」の販売が開始され、2011年に「Kingkan」の販売を開始、2015年には「Gentruck」の発売が開始されている。2018年には初となる中型トラック「Genpaw」の導入が行われている。
2016年12月、上海イヴェコは出資比率を12.08％にまで引き下げ、代わりに上海汽車が直接53.92%の株式を保有し、重慶重型車両集団の親会社である重慶市（地方企業）が34%になることが発表された。2018年、上海汽車は上海イヴェコから更に3.04％の株式取得を行っている。

## 製品

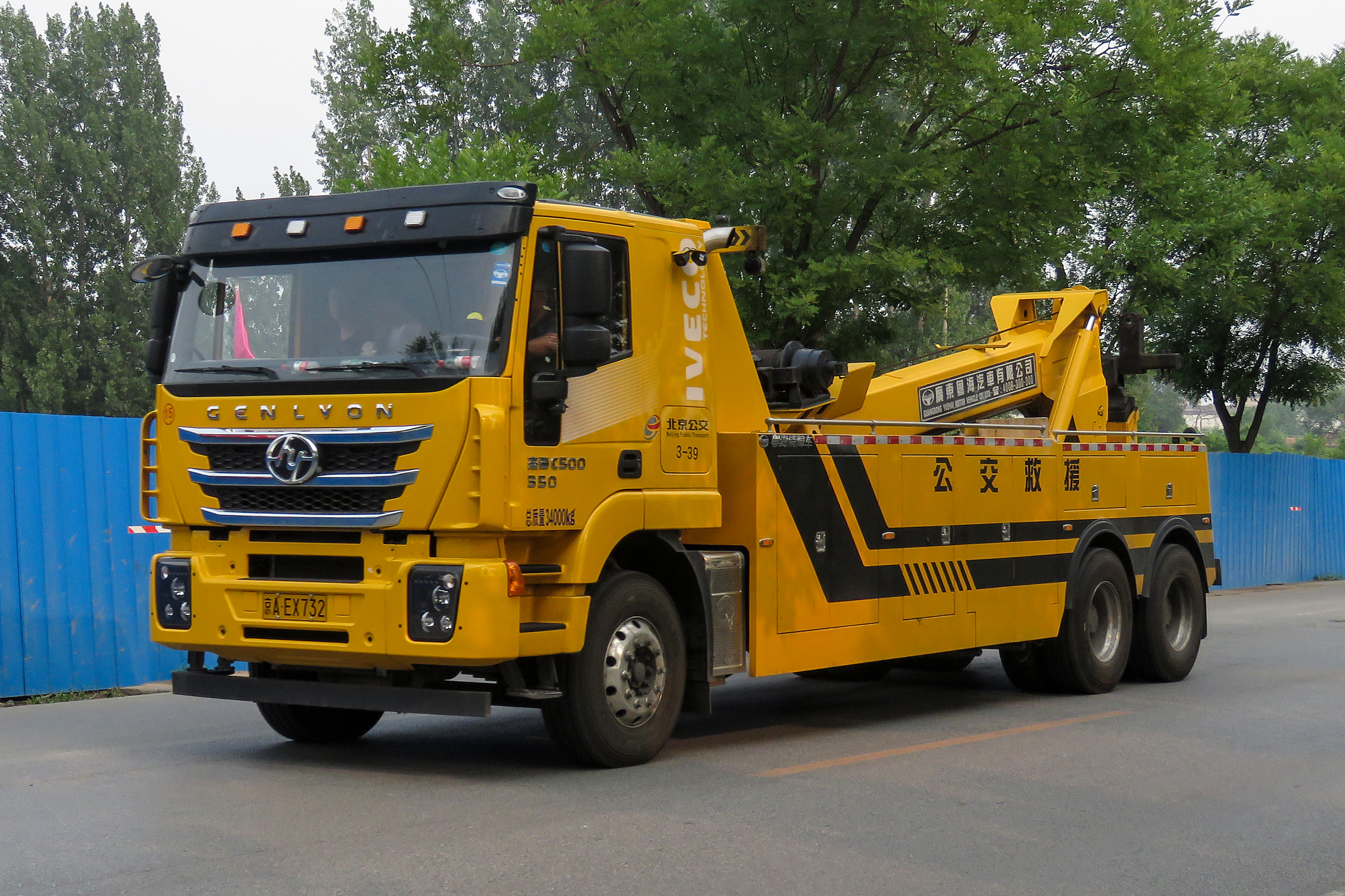
KINGKANベースのGENLYONレッカー車

### トラクター[15]
- GENLYON
- GENTRUCK
- GENPAW（中型）

### 単車[15]
- KINGKAN

## 画像

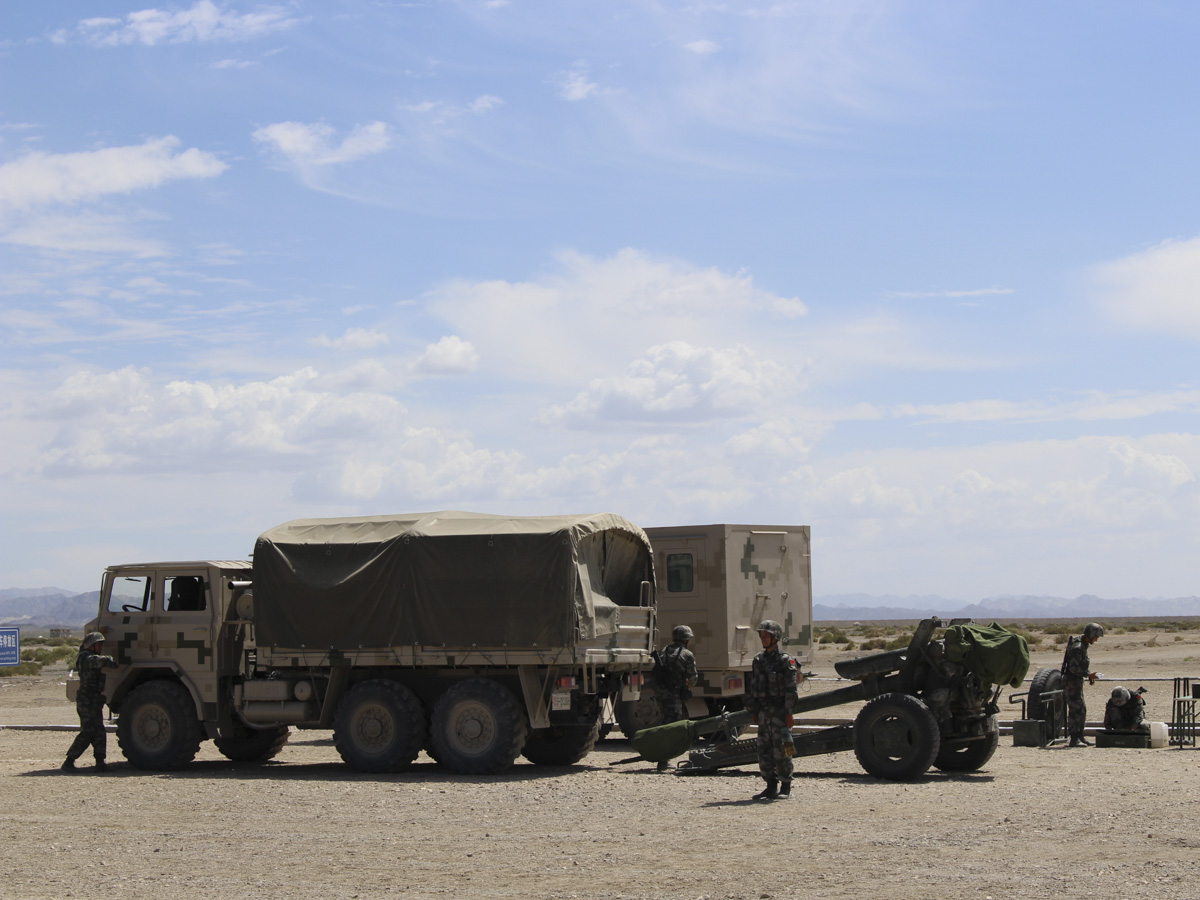
東側共同軍事演習「ARMY-2017」で演習中の中国人民解放軍に採用されたD-30 122mm榴弾砲を牽引する砲兵トラクター
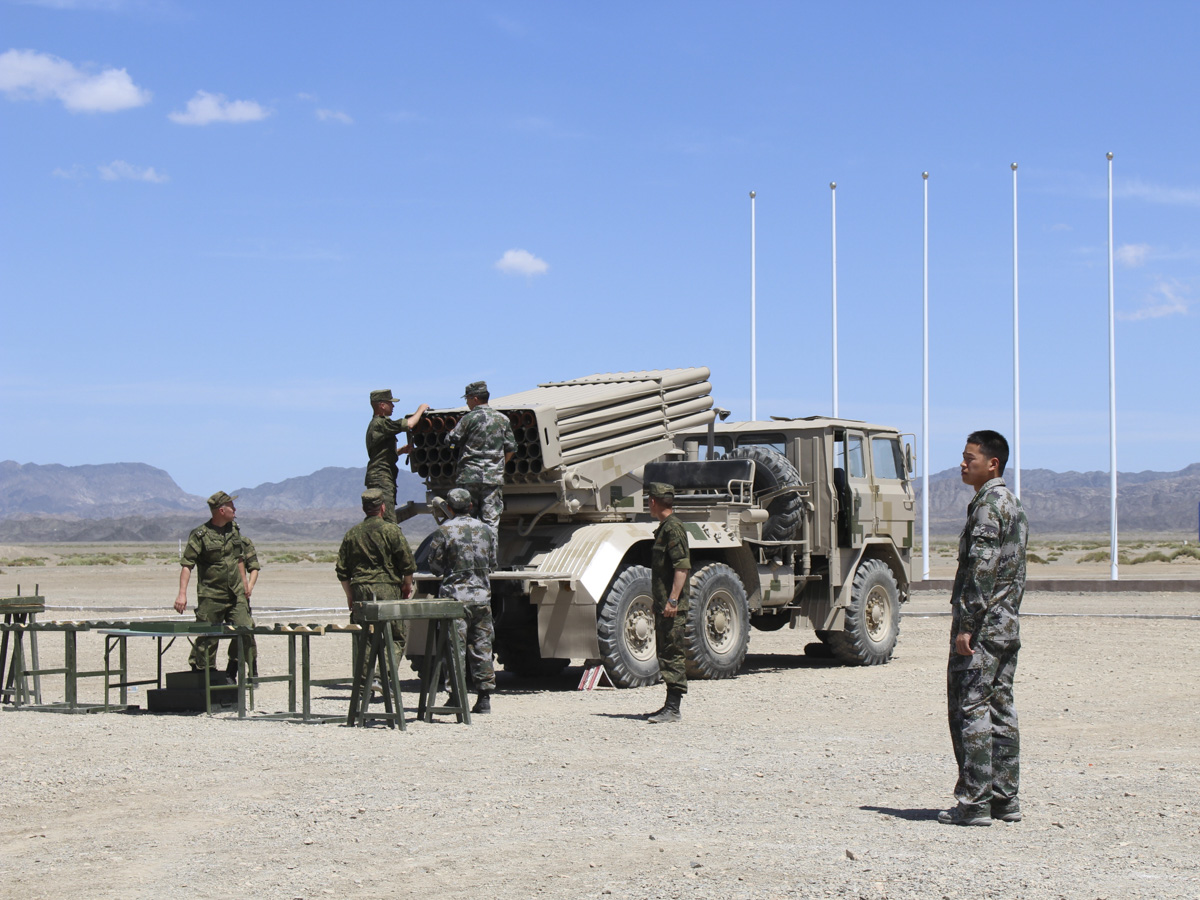
ARMY-2017で演習中の81式122mm自走ロケット砲（MLRS）
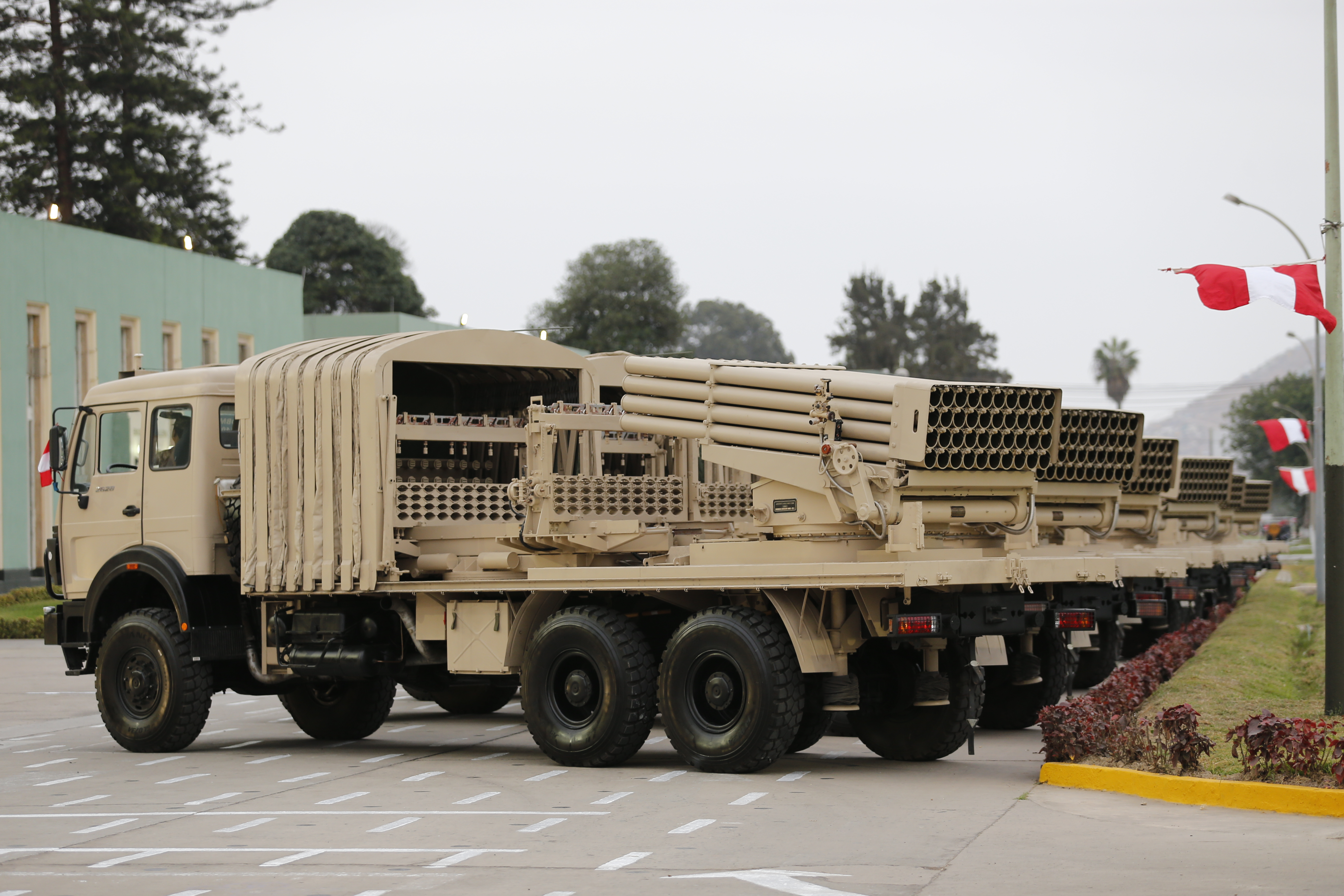
ペルー陸軍に採用された90式多連装ロケットトラック